# Palpimanus argentinus
Palpimanus argentinus is een spinnensoort uit de familie Palpimanidae. De soort komt voor in Argentinië.